# خيط وهمي (فلم)
خيط وهمي (بالإنجليزية: Phantom Thread) هو فيلم دراما تاريخي أمريكي صدر سنة 2017 من تأليف وإخراج بول توماس أندرسون وتقع أحداثه في لندن ويتحدث عن هوت كوتور في حقبة الخمسينيات. الفيلم من بطولة  دانيال دي لويس وليزلي مانفيل و فيكي كريبس; ويشاع أنه آخر فيلم يمثل فيه دي لويس قبل أن يتقاعد مسيرة مهنية دامت أربعة عقود.
الفيلم هو عمل المخرج أندرسون الأول الذي يتم تصويره خارج الولايات المتحدة وقد بدأ التصوير في بداية يناير 2017 في قرية ليث في إنجلترا. الفيلم كذلك هو المرة الثانية التي يمثل فيها لويس في فيلم من إخراج أندرسون بعد فيلم سيكون هناك دم  والمرة الرابعة التي يعمل فيها مع الملحن جوني غرينوود معه.
عرض الفيلم لأول مرة في مدينة نيويورك في 11 ديسمبر 2017 و صدر في الولايات المتحدة في 25 ديسمبر عام من نفس السنة.
تلقى فيلم خيط وهمي  اشادة من النقاد  الذين أشادوا بأداء داي لويس وإخراج أندرسون وكذلك بالعمل الموسيقي الذي أنجزه غريينود بالإضافة إلى تصميم الملابس. واختير الفيلم من طرف المجلس الوطني للمراجعة كواحد من أفضل عشرة أفلام  لسنة 2017. الفيلم رشح لجائزتي غولدن غلوب هما: أفضل ممثل في فيلم دراما (داي لويس) و أفضل موسيقي تصويرية.

## القصة
يقوم الخياط الشهير رينولدز وودورك وأخته سيريل بخياطة ملابس أعضاء العائلة المالكة ونجوم السينما وذوي الشأن في المجتمع. يعيش رينولدز حياة مليئة بالنساء الذين له الإلهام وكذلك الرفقة. حتى يأتي يوم تدخل حياته امرأة تسمى ألما وهي فتاة شابة قوية الإرادة سرعان ما يصبح شيئًا أساسيًا في حياته. فتتختل حياة رينولدز الذي كان كل شيء في حياته محكمًا ومخططًا له.

## طاقم التمثيل
- دانيال داي لويس بدور رينولدز وودكوك.
- ليزلي مانفيل بدور سيريل وودكوك.
- فيكي كريبس بدور ألما إلسون.
- ريتشارد غراهام بدور جورج رايلي.
- كاميلا روثرفورد بدور جوانا.
- هارييت سانسوم هاريس بدور باربرا روز.
- براين غليسون بدور الدكتور روبرت هاردي.
- جوليا ديفيس بدور السيدة بالتيمور.
- نيكولاس ماندر بدور اللورد بالتيمور.
- جينا ماكي بدور الكونتيسة هنرييتا هاردينغ.
- فيليب فرانكس بدور بيتر مارتن.
- فيليس مكماهون بدور تيبي.
- سيلاس كارسون بدور روبيو غوريرو
- مارتن ديو بدور جون إيفانز.
- جاين بيري بدور السيدة فوغان.

## الإنتاج
أُعلن في 2 يونيو 2016 أن بول توماس أندرسون سيقوم بكتابة وإخراج فيلم أزياء درامي تقع أحداثه في الخمسينيات، وأن الفيلم من بطولة دانيال داي لويس في دور رئيسي. وأن ميجان أليسون ستعمل على إنتاج الفيلم بمساعدة شركة انابورنا بيكتشرز جنبا إلى جنب مع جوان سيلار وأندرسون. في 8 سبتمبر 2016 اشترى حقوق الفيلم شركة فوكيس بيكتشرز في الولايات المتحدة الأمريكية واشترت يونيفرسال بيكتشرز الحقوق دوليًا. وفي أواخر يناير 2017 تم اختيار ليزلي مانفيل، ريتشارد غراهام وفيكي كريبس للتمثيل في الفيلم. أصبح أندرسون مهتمًا بعالم صناعة الأزياء بعد قراءته عن المصمم كريستوبال بالنسياغا.

التصوير بدأ في أواخر يناير 2017 في قرية ليث في المملكة المتحدة. وتم التصوير أيضًا في في حي بلندن في  فتزروفيا تحديدًا في شارع فتزروفيا وجرافتون ميوز. ذُكر في يونيو 2017 أن أندرسون سيقوم بعمل المصور السينمائي إضافة إلى الإخراج حيث أن المصور روبرت إلسويت كان غير متوفر أثناء الإنتاج. إلا أن أندرسون نفى هذا الادعاء في نوفمبر قائلا إلى أنه لا يوجد أحد مسؤول عن التصوير وأن الأمر كان جهدًا تعاوني.

## الإستقبال

### ردود النقاد
يملك الفيلم على موقع الفاسد الطماطم تقييم  90% بناء على 78 مراجعة بالإضافة إلى متوسط تقييم هو 8.4/10. وعلى ميتاكريتيك يملك الفيلم تقييم 92 من 100 بناء على 33 مراجعة.

### الجوائز
| الجائزة                            | تاريخ الحفل    | الفئة                       | المترشح                      | النتيجة     | مصادر         |
| ---------------------------------- | -------------- | --------------------------- | ---------------------------- | ----------- | ------------- |
| جائزة AACTA                        | 5 يناير 2018   | أفضل ممثل                   | دانيل دي لويس                | في الانتظار | [ 18 ]        |
| جمعية بوستن لنقاد السينما          | 10 ديسمبر 2017 | أفضل فيلم                   | خيط وهمي                     | فوز         | [ 19 ]        |
| جمعية بوستن لنقاد السينما          | 10 ديسمبر 2017 | أفضل مخرج                   | بول توماس أندرسون            | فوز         | [ 19 ]        |
| جمعية بوستن لنقاد السينما          | 10 ديسمبر 2017 | أفضل موسيقى تصويرية         | جوني غرينوود                 | فوز         | [ 19 ]        |
| جمعية شيكاغو لنقاد السينما         | 12 ديسمبر 2017 | أفضل فيلم                   | دانيل دي لويس                | رُشِّح         | [ 20 ] [ 21 ] |
| جمعية شيكاغو لنقاد السينما         | 12 ديسمبر 2017 | أفضل ممثلة                  | فيكي كريبس                   | رُشِّح         | [ 20 ] [ 21 ] |
| جمعية شيكاغو لنقاد السينما         | 12 ديسمبر 2017 | أفضل ممثلة مساعدة           | ليزلي مانفيل                 | رُشِّح         | [ 20 ] [ 21 ] |
| جمعية شيكاغو لنقاد السينما         | 12 ديسمبر 2017 | أفضل سيناريو أصلي           | بول توماس أندرسون            | رُشِّح         | [ 20 ] [ 21 ] |
| جمعية شيكاغو لنقاد السينما         | 12 ديسمبر 2017 | أفضل إخراج فني              | خيط وهمي                     | رُشِّح         | [ 20 ] [ 21 ] |
| جمعية شيكاغو لنقاد السينما         | 12 ديسمبر 2017 | أفضل موسيقي تصويرية         | جوني غرينوود                 | فوز         | [ 20 ] [ 21 ] |
| جائزة اختيار النقاد للأفلام        | 11 يناير 2018  | أفضل ممثل                   | دانيال دي لويس               | في الانتظار | [ 22 ]        |
| جائزة اختيار النقاد للأفلام        | 11 يناير 2018  | أفضل تصميم إنتاج            | مارك تيلدسلي وفيرونيك ميليري | في الانتظار | [ 22 ]        |
| جائزة اختيار النقاد للأفلام        | 11 يناير 2018  | أفضل تصميم أزياء            | مارك بريدجز                  | في الانتظار | [ 22 ]        |
| جائزة اختيار النقاد للأفلام        | 11 يناير 2018  | أفضل موسيقى                 | جوني غرينوود                 | في الانتظار | [ 22 ]        |
| رابط دالاس فورت وورث لنقاد الأفلام | 13 ديسمبر 2017 | أفضل ممثل                   | دانيل دي لويس                | Runner-up   | [ 23 ]        |
| مجتمع ديترويت لنقاد الأفلام        | 7 ديسمبر 2017  | أفضل مخرج                   | بول توماس أندرسون            | رُشِّح         | [ 24 ]        |
| مجتمع ديترويت لنقاد الأفلام        | 7 ديسمبر 2017  | أفضل ممثل                   | دانيل دي لويس                | رُشِّح         | [ 24 ]        |
| مجتمع ديترويت لنقاد الأفلام        | 7 ديسمبر 2017  | أفضل استعمال للموسيقي       | خيط وهمي                     | رُشِّح         | [ 24 ]        |
| دائرة فلوريد لنقاد الأفلام         | 23 ديسمبر 2017 | أفضل إخراج وتصميم إنتاج     | خيط وهمي                     | رُشِّح         | [ 25 ] [ 26 ] |
| دائرة فلوريد لنقاد الأفلام         | 23 ديسمبر 2017 | أفضل موسيقى                 | جوني غرينوود                 | رُشِّح         | [ 25 ] [ 26 ] |
| جائزة الغولدن غلوب                 | 7 يناير 2018   | أفضل ممثل في فيلم دراما     | دانيل دي لويس                | في الانتظار | [ 27 ]        |
| جائزة الغولدن غلوب                 | 7 يناير 2018   | أفضل موسيقى تصويرية         | جوني غرينود                  | في الانتظار | [ 27 ]        |
| استطلاع IndieWire لنقاد الأفلام    | 19 ديسمبر 2017 | أكثر عمل منتظر لسنة 2017    | خيط وهمي                     | 4th Place   | [ 28 ]        |
| استطلاع IndieWire لنقاد الأفلام    | 19 ديسمبر 2017 | أفضل فيلم                   | خيط وهمي                     | 4th Place   | [ 29 ]        |
| استطلاع IndieWire لنقاد الأفلام    | 19 ديسمبر 2017 | أفضل مخرج                   | Paul Thomas Anderson         | فوز         | [ 29 ]        |
| استطلاع IndieWire لنقاد الأفلام    | 19 ديسمبر 2017 | أفضل ممثل                   | دانيل دي لويس                | 2nd Place   | [ 29 ]        |
| استطلاع IndieWire لنقاد الأفلام    | 19 ديسمبر 2017 | أفضل ممثلة مساعدة           | Lesley Manville              | 4th Place   | [ 29 ]        |
| استطلاع IndieWire لنقاد الأفلام    | 19 ديسمبر 2017 | أفضل سيناريو                | Paul Thomas Anderson         | 3rd Place   | [ 29 ]        |
| استطلاع IndieWire لنقاد الأفلام    | 19 ديسمبر 2017 | أفضل تصوير سينمائي          | Paul Thomas Anderson         | 3rd Place   | [ 29 ]        |
| دائرة لندن لنقاد الأفلام           | 28 يناير 2018  | أفضل فيلم                   | Phantom Thread               | في الانتظار | [ 30 ]        |
| دائرة لندن لنقاد الأفلام           | 28 يناير 2018  | أفضل ممثل                   | دانيل دي لويس                | في الانتظار | [ 30 ]        |
| دائرة لندن لنقاد الأفلام           | 28 يناير 2018  | أفضل ممثلة مساعدة           | Lesley Manville              | في الانتظار | [ 30 ]        |
| دائرة لندن لنقاد الأفلام           | 28 يناير 2018  | أفضل كاتب                   | Paul Thomas Anderson         | في الانتظار | [ 30 ]        |
| دائرة لندن لنقاد الأفلام           | 28 يناير 2018  | أفضل ممثل بريطاني/آيرلندي   | دانيل دي لويس                | في الانتظار | [ 30 ]        |
| دائرة لندن لنقاد الأفلام           | 28 يناير 2018  | أفضل عمل تقني               | مارك بريدجز                  | في الانتظار | [ 30 ]        |
| جمعية نقاد السينما في لوس أنجلوس   | 3 ديسمبر 2017  | أفضل موسيقى                 | جوني غرينوود                 | فوز         | [ 31 ]        |
| المجلس الوطني للمراجعة             | 4 يناير 2018   | أفضل سيناريو أصلي           | بول توماس أندرسون            | فوز         | [ 32 ]        |
| المجلس الوطني للمراجعة             | 4 يناير 2018   | أفضل 10 أفلام               | خيط وهمي                     | فوز         | [ 32 ]        |
| دائرة نيويورك لنقاد الأفلام        | 3 يناير 2018   | أفضل سيناريو                | بول توماس أندرسون            | فوز         | [ 33 ]        |
| نقاد أفلام نيويورك على الإنترنت    | 10 ديسمبر 2017 | أفضل 10 أفلام               | خيط وهمي                     | فوز         | [ 34 ]        |
| جتمع نقاد الأفلام على الإنترنتم    | 28 ديسمبر 2017 | أفضل فيلم                   | خيط وهمي                     | رُشِّح         | [ 35 ] [ 36 ] |
| جتمع نقاد الأفلام على الإنترنتم    | 28 ديسمبر 2017 | أفضل مخرج                   | بول توماس أندرسون            | رُشِّح         | [ 35 ] [ 36 ] |
| جتمع نقاد الأفلام على الإنترنتم    | 28 ديسمبر 2017 | أفضل سيناريو                | بول توماس أندرسون            | رُشِّح         | [ 35 ] [ 36 ] |
| مجتمع سان دييغو لنقاد الأفلام      | 11 ديسمبر 2017 | أفضل تصميم أزياء            | مارك بريدجز                  | فوز         | [ 37 ]        |
| جائزة دائرة سان فرانسيسكو للنقاد   | 10 ديسمبر 2017 | أفضل تصميم إنتاج            | مارك تيلدسلي                 | رُشِّح         | [ 38 ]        |
| جائزة دائرة سان فرانسيسكو للنقاد   | 10 ديسمبر 2017 | أفضل موسيقى تصويرية         | جوني غرينوود                 | فوز         | [ 38 ]        |
| جائزة ساتالايت                     | 10 فبراير 2018 | أفضل ممثل                   | دانيال دي لويس               | في الانتظار | [ 39 ]        |
| جائزة ساتالايت                     | 10 فبراير 2018 | أفضل إخراج فني وتصميم إنتاج | مارك تيلدسلي                 | في الانتظار | [ 39 ]        |
| جائزة ساتالايت                     | 10 فبراير 2018 | أفضل تصميم أزياء            | مارك بريدجز                  | في الانتظار | [ 39 ]        |
| مجتمع سياتل لنقاد الأفلام          | 18 ديسمبر 2017 | أفضل فيلم للسنة             | خيط وهمي                     | رُشِّح         | [ 40 ]        |
| مجتمع سياتل لنقاد الأفلام          | 18 ديسمبر 2017 | أفضل ممثل                   | دانيل دي لويس                | فوز         | [ 40 ]        |
| مجتمع سياتل لنقاد الأفلام          | 18 ديسمبر 2017 | أفضل ممثلة مساعدة           | ليزلي مانفيل                 | رُشِّح         | [ 40 ]        |
| مجتمع سياتل لنقاد الأفلام          | 18 ديسمبر 2017 | أفضل تصميم أزياء            | مارك بريدجز                  | فوز         | [ 40 ]        |
| مجتمع سياتل لنقاد الأفلام          | 18 ديسمبر 2017 | أفضل موسيقى تصويرية         | جوني غرينوود                 | فوز         | [ 40 ]        |
| مجتمع سياتل لنقاد الأفلام          | 18 ديسمبر 2017 | أفضل تصميم إنتاج            | مارك تيلدسلي وفيرونيك ميليري | رُشِّح         | [ 40 ]        |
| رابطة سانت لويس لنقاد الأفلام      | 17 ديسمبر 2017 | أفضل ممثل                   | دانيل دي لويس                | رُشِّح         | [ 41 ] [ 42 ] |
| رابطة سانت لويس لنقاد الأفلام      | 17 ديسمبر 2017 | أفضل تصميم إنتاج            | مارك تيلدسلي                 | رُشِّح         | [ 41 ] [ 42 ] |
| رابطة سانت لويس لنقاد الأفلام      | 17 ديسمبر 2017 | أفضل موسيقى تصويرية         | جوني غرينوود                 | فوز         | [ 41 ] [ 42 ] |
| رابطة تورونتو لنقاد الأفلام        | 10 ديسمبر 2017 | أفضل ممثل                   | دانيل دي لويس                | فوز         | [ 43 ]        |
| دائرة فانكوفر لنقاد الأفلام        | 18 ديسمبر 2017 | أفضل فيلم                   | خيط وهمي                     | رُشِّح         | [ 44 ]        |
| دائرة فانكوفر لنقاد الأفلام        | 18 ديسمبر 2017 | أفضل مخرج                   | بول توماس أندرسون            | فوز         | [ 44 ]        |
| دائرة فانكوفر لنقاد الأفلام        | 18 ديسمبر 2017 | أفضل ممثل                   | دانيل دي لويس                | فوز         | [ 44 ]        |
| دائرة فانكوفر لنقاد الأفلام        | 18 ديسمبر 2017 | أفضل ممثلة مساعدة           | ليزلي مانفيل                 | رُشِّح         | [ 44 ]        |
| رابطة واشنطون دي سي لنقاد الأفلام  | 8 ديسمبر 2017  | أفضل ممثل                   | دانيل دي لويس                | رُشِّح         | [ 45 ]        |

## روابط خارجية
- مقالات تستعمل روابط فنية بلا صلة مع ويكي بيانات